# المعين (أسلم)

تعديل مصدري - تعديل

المعين هي إحدى قرى عزلة أسلم اليمن بمديرية أسلم التابعة لمحافظة حجة، بلغ تعداد سكانها 168 نسمة حسب تعداد اليمن لعام 2004.